# Llista de Béns Culturals d'Interès Nacional del Berguedà
Llista de Béns Culturals d'Interès Nacional del Berguedà inscrits en el Registre de Béns Culturals d'Interès Nacional (BCIN) del Departament de Cultura de la Generalitat de Catalunya per a la comarca del Berguedà. Inclou els béns immobles més rellevants del patrimoni cultural que tenen la categoria de protecció de major rang com a unitat singular, conjunt, espai o zona amb valors culturals, històrics o tècnics.
L'any 2018, el Berguedà comptava amb 48 béns culturals d'interès nacional classificats en 44 monuments històrics, 1 conjunt històric i 3 zones paleontològiques. A continuació es mostren les últimes dades disponibles ordenades per municipis.

## Patrimoni arquitectònic
| Monument                                                                                    | Protecció      | Estil/època                                            | Localització                                                                              | Coordenades                                          | Codi?         | Imatge |
| ------------------------------------------------------------------------------------------- | -------------- | ------------------------------------------------------ | ----------------------------------------------------------------------------------------- | ---------------------------------------------------- | ------------- | --- |
| El Palau, o Castell de Bagà                                                                 | BCIN 497-MH    | Barroc, neoclassicisme XVIII-XIX                       | Bagà Pujada del Palau, 7                                                                  | 42° 15′ 12″ N, 1° 51′ 40″ E / 42.253394°N,1.861108°E | RI-51-0005193 | El Palau (Bagà) · Vegeu més fotos d'aquest monument · Carregueu una nova foto d'aquest monument                                                       |
| Muralles de Bagà                                                                            | BCIN 498-MH    | XIII-XIV                                               | Bagà                                                                                      | 42° 15′ 12″ N, 1° 51′ 36″ E / 42.253266°N,1.860106°E | RI-51-0005194 | Muralles de Bagà · Vegeu més fotos d'aquest monument · Carregueu una nova foto d'aquest monument                                                      |
| El Castell, o Castell de Sant Ferran                                                        | BCIN 537-MH    | Barroc XVIII                                           | Berga Al capdamunt del nucli urbà, sota de la muntanya de Queralt                         | 42° 06′ 23″ N, 1° 50′ 46″ E / 42.106433°N,1.846250°E | IPA-616       | El Castell (Berga) · Vegeu més fotos d'aquest monument · Carregueu una nova foto d'aquest monument                                                    |
| Castell Berguedà, o castell de Madrona                                                      | BCIN 538-MH    | Obra popular Medieval                                  | Berga A ponent del santuari de Queralt, damunt del tossal anomenat Castellberguedà        | 42° 06′ 25″ N, 1° 49′ 28″ E / 42.106861°N,1.824333°E | RI-51-0005205 | Castell Berguedà (Berga) · Vegeu més fotos d'aquest monument · Carregueu una nova foto d'aquest monument                                              |
| Torre de la Serra de la Petita, o Castell dels Moros, Fort de Luisa Fernanda                | BCIN 539-MH    | Obra popular XIX                                       | Berga Serra de la Petita                                                                  | 42° 06′ 40″ N, 1° 51′ 20″ E / 42.111046°N,1.855537°E | RI-51-0005206 | Torre de la Serra de la Petita (Berga) · Vegeu més fotos d'aquest monument · Carregueu una nova foto d'aquest monument                                |
| Església de Sant Sadurní de Rotgers                                                         | BCIN 83-MH-EN  | Romànic XI-XII                                         | Borredà                                                                                   | 42° 09′ 19″ N, 1° 58′ 21″ E / 42.155224°N,1.972625°E | RI-51-0005081 | Església de Sant Sadurní de Rotgers (Borredà) · Vegeu més fotos d'aquest monument · Carregueu una nova foto d'aquest monument                         |
| Castell de Casserres                                                                        | BCIN 625-MH    | Medieval                                               | Casserres Serrat dels Moros, al sud de l'església de Sant Pau, i el solar de l'ajuntament | 42° 01′ 34″ N, 1° 50′ 35″ E / 42.026140°N,1.843050°E | RI-51-0005239 | Castell de Casserres · Vegeu més fotos d'aquest monument · Carregueu una nova foto d'aquest monument                                                  |
| Castell de Castellar, o Cal Tòfol                                                           | BCIN 632-MH    | Medieval                                               | Castellar de n'Hug C. del Castell                                                         | 42° 17′ 00″ N, 2° 00′ 58″ E / 42.283219°N,2.016154°E | RI-51-0005240 | Castell de Castellar (Castellar de n'Hug) · Vegeu més fotos d'aquest monument · Carregueu una nova foto d'aquest monument                             |
| Antiga fàbrica de Ciment Asland al Clot del Moro, o fàbrica i xalet del Clot del Moro       | BCIN 3832-MH   | Modernisme XX                                          | Castellar de n'Hug Clot del Moro, ctra. de la Pobla de Lillet, km 8                       | 42° 15′ 38″ N, 1° 58′ 42″ E / 42.260495°N,1.978291°E | RI-51-0011355 | Antiga fàbrica de ciment Asland al Clot del Moro (Castellar de n'Hug) · Vegeu més fotos d'aquest monument · Carregueu una nova foto d'aquest monument |
| Castell d'Espinalbet                                                                        | BCIN 629-MH    | Medieval                                               | Castellar del Riu Espinalbet                                                              | 42° 07′ 07″ N, 1° 48′ 30″ E / 42.118581°N,1.808421°E | RI-51-0005241 | Castell d'Espinalbet (Castellar del Riu) · Vegeu més fotos d'aquest monument · Carregueu una nova foto d'aquest monument                              |
| Església de Sant Quirze de Pedret                                                           | BCIN 91-MH-EN  | Preromànic, romànic IX-X, XI-XII, XIII                 | Cercs Camí de St. Quirze de Pedret                                                        | 42° 06′ 27″ N, 1° 53′ 01″ E / 42.107480°N,1.883655°E | RI-51-0000435 | Església de Sant Quirze de Pedret (Cercs) · Vegeu més fotos d'aquest monument · Carregueu una nova foto d'aquest monument                             |
| Castell de Blancafort                                                                       | BCIN 678-MH    | Romànic XII                                            | Cercs                                                                                     | 42° 07′ 45″ N, 1° 50′ 15″ E / 42.129268°N,1.837522°E | RI-51-0005459 | Castell de Blancafort (Cercs) · Vegeu més fotos d'aquest monument · Carregueu una nova foto d'aquest monument                                         |
| Castell de l'Espunyola, o Mas del Castell                                                   | BCIN 834-MH    | XIII-XIV, XVI                                          | L'Espunyola                                                                               | 42° 02′ 48″ N, 1° 46′ 58″ E / 42.046787°N,1.782812°E | RI-51-0005473 | Castell de l'Espunyola · Vegeu més fotos d'aquest monument · Carregueu una nova foto d'aquest monument                                                |
| Castell de Peguera                                                                          | BCIN 843-MH    | Medieval                                               | Fígols Peguera                                                                            | 42° 09′ 38″ N, 1° 46′ 19″ E / 42.160690°N,1.771965°E | RI-51-0005474 | Castell de Peguera (Fígols) · Vegeu més fotos d'aquest monument · Carregueu una nova foto d'aquest monument                                           |
| Castell de Gironella                                                                        | BCIN 896-MH    | Medieval                                               | Gironella                                                                                 | 42° 02′ 01″ N, 1° 52′ 57″ E / 42.033634°N,1.882409°E | RI-51-0005488 | Castell de Gironella · Vegeu més fotos d'aquest monument · Carregueu una nova foto d'aquest monument                                                  |
| Murcurols o Castell de Murcurols                                                            | BCIN 897-MH    | Medieval, XVII                                         | Gisclareny Pista forestal que, des del Puig, porta a Murcurols i Gisclareny               | 42° 15′ 59″ N, 1° 47′ 03″ E / 42.266298°N,1.784189°E | RI-51-0005489 | Murcurols (Gisclareny) · Vegeu més fotos d'aquest monument · Carregueu una nova foto d'aquest monument                                                |
| Castell de Gósol i església de Santa Maria del Castell                                      | BCIN 902-MH    | Obra popular Medieval                                  | Gósol                                                                                     | 42° 14′ 02″ N, 1° 39′ 38″ E / 42.234023°N,1.660612°E | RI-51-0006336 | Castell de Gósol · Vegeu més fotos d'aquest monument · Carregueu una nova foto d'aquest monument                                                      |
| Castell de Fraumir                                                                          | BCIN 903-MH    | XIII                                                   | Gósol Restes del castell prop de Bonner                                                   | 42° 11′ 25″ N, 1° 41′ 51″ E / 42.190191°N,1.697540°E | RI-51-0006337 | Carregueu una nova foto d'aquest monument |
| Castell de Guardiola                                                                        | BCIN 926-MH    | XIII                                                   | Guardiola de Berguedà Camí des de C-1411, km 61,1                                         | 42° 12′ 56″ N, 1° 52′ 07″ E / 42.215508°N,1.868625°E | RI-51-0005497 | Castell de Guardiola (Guardiola de Berguedà) · Vegeu més fotos d'aquest monument · Carregueu una nova foto d'aquest monument                          |
| Castell de Brocà                                                                            | BCIN 927-MH    | Medieval                                               | Guardiola de Berguedà                                                                     | 42° 15′ 21″ N, 1° 54′ 08″ E / 42.255927°N,1.902216°E | RI-51-0005498 | Carregueu una nova foto d'aquest monument |
| Torre de Foix, o Casa de la Torre de Foix                                                   | BCIN 928-MH    | XIV-XV, XVII                                           | Guardiola de Berguedà Des de Sant Corneli, ctra. BV-4025 i pista                          | 42° 12′ 34″ N, 1° 51′ 32″ E / 42.209516°N,1.858759°E | RI-51-0005499 | Carregueu una nova foto d'aquest monument |
| Castell de Montclar, o Cal Metget Sastret, el Castell                                       | BCIN 1078-MH   | Medieval                                               | Montclar                                                                                  | 42° 01′ 04″ N, 1° 45′ 55″ E / 42.017729°N,1.765219°E | RI-51-0005548 | Carregueu una nova foto d'aquest monument |
| Castell de Montmajor                                                                        | BCIN 1086-MH   | Romànic XI-XII                                         | Montmajor                                                                                 | 42° 00′ 24″ N, 1° 44′ 04″ E / 42.006689°N,1.734429°E | RI-51-0005551 | Castell de Montmajor · Vegeu més fotos d'aquest monument · Carregueu una nova foto d'aquest monument                                                  |
| Castell de Lillet                                                                           | BCIN 1276-MH   | IX-XV                                                  | La Pobla de Lillet Dalt del turó del Castell, a l'est del nucli urbà                      | 42° 14′ 18″ N, 1° 59′ 18″ E / 42.238200°N,1.988443°E | RI-51-0005594 | Castell de Lillet (la Pobla de Lillet) · Vegeu més fotos d'aquest monument · Carregueu una nova foto d'aquest monument                                |
| Castell de la Pobla de Lillet i recinte emmurallat                                          | BCIN 1277-MH   | Medieval, XVIII                                        | La Pobla de Lillet                                                                        | 42° 14′ 39″ N, 1° 58′ 29″ E / 42.244253°N,1.974760°E | RI-51-0005595 | Castell de la Pobla de Lillet i recinte emmurallat · Vegeu més fotos d'aquest monument · Carregueu una nova foto d'aquest monument                    |
| Monestir de Santa Maria de Lillet                                                           | BCIN 1881-MH   | Romànic, gòtic, barroc IX-XI, XII-XIII, XV, XVIII      | La Pobla de Lillet Pista des de la ctra. a Campdevànol, entre els km 74 i 75              | 42° 14′ 34″ N, 1° 59′ 36″ E / 42.242791°N,1.993314°E | RI-51-0010467 | Monestir de Santa Maria de Lillet (la Pobla de Lillet) · Vegeu més fotos d'aquest monument · Carregueu una nova foto d'aquest monument                |
| Castell de Puig-reig, o Cal Pellicer                                                        | BCIN 1439-MH   | Romànic, gòtic X-XII, XIV, XVIII                       | Puig-reig C. del Castell                                                                  | 41° 58′ 16″ N, 1° 52′ 55″ E / 41.971248°N,1.882033°E | RI-51-0005605 | Castell de Puig-reig · Vegeu més fotos d'aquest monument · Carregueu una nova foto d'aquest monument                                                  |
| Torre de Merola, o Torre de l'homenatge del castell de Merola                               | BCIN 1440-MH   | Romànic XII-XIII                                       | Puig-reig Ctra. Navàs - Puig-reig, trencall a mà esquerra direcció Merola                 | 41° 55′ 53″ N, 1° 52′ 17″ E / 41.931323°N,1.871399°E | RI-51-0005606 | Torre de Merola (Puig-reig) · Vegeu més fotos d'aquest monument · Carregueu una nova foto d'aquest monument                                           |
| Colònia Pons: església de Sant Josep, Torre Vella, Torre Nova, xalet del director i bosquet | BCIN CH        | Eclecticisme, modernisme XIX-XX                        | Puig-reig                                                                                 | 41° 57′ 56″ N, 1° 53′ 06″ E / 41.965593°N,1.885077°E | IPA-3658      | Colònia Pons (Puig-reig) · Vegeu més fotos d'aquest monument · Carregueu una nova foto d'aquest monument                                              |
| Monestir de Sant Pere de la Portella o Sant Pere de Frontanyà                               | BCIN 380-MH-EN | Romànic XI, XVII-XVIII                                 | La Quar                                                                                   | 42° 06′ 14″ N, 1° 57′ 04″ E / 42.103761°N,1.951°E    | IPA-439       | Monestir de Sant Pere de la Portella (la Quar) · Vegeu més fotos d'aquest monument · Carregueu una nova foto d'aquest monument                        |
| Castell de la Portella, o Castell de Frontenyà                                              | BCIN 1340-MH   | Medieval                                               | La Quar Enderrocat                                                                        | 42° 06′ 14″ N, 1° 57′ 01″ E / 42.103942°N,1.950415°E | RI-51-0005612 | Carregueu una nova foto d'aquest monument |
| Mas el Raurell                                                                              | BCIN 1341-MH   | XV-XVII, XVIII                                         | La Quar                                                                                   | 42° 04′ 01″ N, 1° 57′ 55″ E / 42.066967°N,1.965249°E | RI-51-0005613 | Mas el Raurell (la Quar) · Vegeu més fotos d'aquest monument · Carregueu una nova foto d'aquest monument                                              |
| Església de Sant Andreu de Sagàs                                                            | BCIN 386-MH-EN | Romànic XI                                             | Sagàs Ctra Sagàs - la Quar, km 1,1                                                        | 42° 03′ 07″ N, 1° 57′ 47″ E / 42.052081°N,1.963045°E | IPA-447       | Església de Sant Andreu de Sagàs · Vegeu més fotos d'aquest monument · Carregueu una nova foto d'aquest monument                                      |
| Castell de Saldes i església de Santa Maria del Castell                                     | BCIN 1385-MH   | XI, XIII, XIV                                          | Saldes Barri Sobirà                                                                       | 42° 14′ 00″ N, 1° 44′ 21″ E / 42.233442°N,1.739156°E | RI-51-0005625 | Castell de Saldes · Vegeu més fotos d'aquest monument · Carregueu una nova foto d'aquest monument                                                     |
| Església de Sant Jaume de Frontanyà                                                         | BCIN 195-MH-EN | Romànic XI                                             | Sant Jaume de Frontanyà Pl. de Sant Jaume                                                 | 42° 11′ 14″ N, 2° 01′ 28″ E / 42.187256°N,2.024340°E | RI-51-0000444 | Església de Sant Jaume de Frontanyà · Vegeu més fotos d'aquest monument · Carregueu una nova foto d'aquest monument                                   |
| Torre de Ginebret o Castell de Pinós                                                        | BCIN 1415-MH   | Romànic XII                                            | Santa Maria de Merlès Sector sud-oest del terme municipal                                 | 41° 59′ 17″ N, 1° 55′ 44″ E / 41.988098°N,1.928980°E | RI-51-0005701 | Carregueu una nova foto d'aquest monument |
| Serra de Degollats                                                                          | BCIN 1416-MH   | Obra popular XVII                                      | Santa Maria de Merlès Sector est del terme municipal                                      | 41° 59′ 22″ N, 1° 59′ 20″ E / 41.989527°N,1.988880°E | RI-51-0005702 | Serra de Degollats (Santa Maria de Merlès) · Vegeu més fotos d'aquest monument · Carregueu una nova foto d'aquest monument                            |
| Castell de Merlès                                                                           | BCIN 1860-MH   | Romànic IX                                             | Santa Maria de Merlès                                                                     | 41° 59′ 55″ N, 1° 59′ 02″ E / 41.998638°N,1.983891°E | RI-51-0005700 | Castell de Merlès (Santa Maria de Merlès) · Vegeu més fotos d'aquest monument · Carregueu una nova foto d'aquest monument                             |
| La Guaita de Pregones                                                                       | BCIN 3944-MH   | Obra popular XVIII                                     | Santa Maria de Merlès                                                                     | 41° 58′ 14″ N, 1° 56′ 46″ E / 41.970613°N,1.946121°E | IPA-3630      | Carregueu una nova foto d'aquest monument |
| Costa de la Cavalleria                                                                      | BCIN 3945-MH   | Obra popular XVII, XV                                  | Santa Maria de Merlès Ctra. de Prats de Lluçanès a Navàs                                  | 41° 58′ 52″ N, 1° 58′ 32″ E / 41.980993°N,1.975499°E | IPA-3628      | Carregueu una nova foto d'aquest monument |
| La Cortada dels Llucs                                                                       | BCIN 3946-MH   | Obra popular XVI-XVII                                  | Santa Maria de Merlès                                                                     | 42° 00′ 31″ N, 1° 58′ 44″ E / 42.008474°N,1.978753°E | IPA-3633      | Carregueu una nova foto d'aquest monument |
| Castell de la Grallera, de Grayera o de Prat                                                | BCIN 1709-MH   |                                                        | Vallcebre Els Hostalets, a prop del camí que anava a Maçaners                             | 42° 12′ 12″ N, 1° 49′ 03″ E / 42.203248°N,1.817518°E | RI-51-0005753 | Carregueu una nova foto d'aquest monument |
| Castell de Roset                                                                            | BCIN 1753-MH   | Medieval                                               | Vilada Ctra. C-149, km 38 pista a l'esq., torrent de la Font del Sofre                    | 42° 08′ 54″ N, 1° 54′ 51″ E / 42.148396°N,1.914233°E | RI-51-0005765 | Castell de Roset (Vilada) · Vegeu més fotos d'aquest monument · Carregueu una nova foto d'aquest monument                                             |
| Monestir de Santa Maria de Serrateix                                                        | BCIN 448-MH-EN | Romànic, gòtic, neoclassicisme XI-XII, XVI-XVII, XVIII | Viver i Serrateix Serrateix                                                               | 41° 56′ 47″ N, 1° 46′ 36″ E / 41.946275°N,1.776694°E | RI-51-0010218 | Monestir de Santa Maria de Serrateix (Viver i Serrateix) · Vegeu més fotos d'aquest monument · Carregueu una nova foto d'aquest monument              |
| Castellot de Viver                                                                          | BCIN 1829-MH   | Medieval                                               | Viver i Serrateix                                                                         | 41° 56′ 37″ N, 1° 48′ 51″ E / 41.943640°N,1.814202°E | RI-51-0005779 | Castellot de Viver (Viver i Serrateix) · Vegeu més fotos d'aquest monument · Carregueu una nova foto d'aquest monument                                |

## Patrimoni paleontològic
| Monument                                                                               | Protecció    | Estil/època                           | Localització                                      | Coordenades                                          | Codi?       | Imatge                                    |
| -------------------------------------------------------------------------------------- | ------------ | ------------------------------------- | ------------------------------------------------- | ---------------------------------------------------- | ----------- | ----------------------------------------- |
| Icnites de Coll de Jou                                                                 | BCIN 3852-ZP | Icnites de dinosaure Cretaci superior | Saldes Al sud de la muntanya del Pollegó inferior | 42° 13′ 20″ N, 1° 42′ 19″ E / 42.222160°N,1.705274°E | IPAPC-13186 | Carregueu una nova foto d'aquest monument |
| Icnites de Fígols i Vallcebre: Fumanya, Mina Esquirol, cingles del Boixader, Mina Tumí | BCIN 3853-ZP | Icnites de dinosaure Cretaci superior | Vallcebre i Fígols                                |                                                      | IPAPC-13178 | Carregueu una nova foto d'aquest monument |